# Jean-Pierre de Keyser
Jean-Pierre de Keyser (* 13. April 1965) ist ein ehemaliger deutscher Fußballspieler.

## Sportlicher Werdegang
De Keyser wuchs als Sohn eines in Spich stationierten belgischen NATO-Soldaten und einer deutschen Mutter in Troisdorf auf. In der Jugend spielte er zuerst für Rot-Weiß Hütte, den TSC Euskirchen und den Siegburger SV 04. Als A-Jugendlicher wurde er von Hans Grommes, Torhüter der Wettkampfmannschaft und später Zweitligaprofi beim OSC Bremerhaven, trainiert und machte bei einem A-Jugend-Verbandsliga-Spiel Reiner Calmund auf sich aufmerksam. Dieser holte den Abiturienten, der einen Werdegang als Tierarzt anstrebte, zu Bayer 04 Leverkusen, wo er zu Beginn noch im Jugendbereich und in der zweiten Mannschaft spielte. Von 1986 bis 1990 spielte er in der ersten Mannschaft und machte sich einen Namen als harter Verteidiger. Nach einem Spiel gegen Borussia Dortmund, in dem er Stürmer Frank Mill hart bearbeitet hatte, erhielt er Drohungen von Borussia-Anhängern und wurde zeitweise vom Bayer-Werkschutz bewacht. Sein größter Erfolg war der Gewinn des UEFA-Pokals 1988. In der Winterpause der Saison 1990/91 wechselte er zum VfL Osnabrück. Nachdem Präsident und Mäzen Hartwig Piepenbrock die Mannschaft im Sommer 1991 nochmals mit knapp 2 Millionen DM aufgerüstet hatte, konnte diese die damit verbundenen Ambitionen in der Zweitliga-Spielzeit 1991/92 nicht erfüllen und stand bis zum Ende der Saison in Abstiegsgefahr. Im Zuge einer Neuaufstellung mit der Verpflichtung von elf neuen Spielern und Trainer Hubert Hüring wurde de Keyser neben Ralf Voigt, Dirk Lellek, Uwe Igler, Branko Žeravica und Ralf Heskamp Opfer der parallelen Ausmusterung einiger Spieler.
Im Anschluss hieran beendete de Keyser seine Profikarriere und spielte noch in der Oberliga für den VfL Hamm/Sieg, 1998 agierte er hier teilweise als Spielertrainer. Anschließend spielte er für den von Heinz Hornig trainierten Oberligisten FV Bad Honnef, ehe er 2005 seine aktive Karriere beim Verbandsligisten Spvg Wesseling-Urfeld beendete.
Während er für die verschiedenen Vereine selbst noch auf dem Platz stand, trainierte er einige Mannschaften. Seine erste Trainerstation nach seiner Spielertrainerzeit beim VfL Hamm/Sieg war der SC Pulheim. 2001 war er erneut ab Juni Trainer beim VfL Hamm/Sieg, beendete sein Engagement aber bereits im September nach Rückzug des Hauptsponsors wieder. Im Anschluss wurde er Trainer von Türkspor Bergheim. Von 2005 bis 2006 war er Trainer beim Bedburger BV. Beim Amateurklub SC Fliesteden 1931 stieg de Keyser 2015 als Sportlicher Leiter ein.
Hauptberuflich betreibt de Keyser eine Firma, die Produkte für den erdverlegten Rohrleitungsbau herstellt.